# Carlos Rodrigues Corrêa
Carlos Rodrigues Corrêa (Limeira, estado de São Paulo, 29 de diciembre de 1980) es un futbolista brasileño. Juega de mediocampista defensivo y su actual equipo es el Portuguesa de la Serie A de Brasil.

## Clubes
| Club             | País    | Año       |
| ---------------- | ------- | --------- |
| Palmeiras        | Brasil  | 2003-2005 |
| Dínamo de Kiev   | Ucrania | 2006-2009 |
| Atlético Mineiro | Brasil  | 2009-2010 |
| Flamengo         | Brasil  | 2010-2011 |
| Dínamo de Kiev   | Ucrania | 2011-2012 |
| Palmeiras        | Brasil  | 2012-2013 |
| Portuguesa       | Brasil  | 2013-     |

## Palmarés
| Título               | Club             | País    | Año  |
| -------------------- | ---------------- | ------- | ---- |
| Serie B              | Palmeiras        | Brasil  | 2003 |
| Supercopa de Ucrania | Dínamo de Kiev   | Ucrania | 2006 |
| Liga Premier         | Dínamo de Kiev   | Ucrania | 2007 |
| Copa de Ucrania      | Dínamo de Kiev   | Ucrania | 2007 |
| Supercopa de Ucrania | Dínamo de Kiev   | Ucrania | 2007 |
| Liga Premier         | Dínamo de Kiev   | Ucrania | 2009 |
| Campeonato Mineiro   | Atlético Mineiro | Brasil  | 2010 |